# 덴지 천황
덴지 천황(일본어: 天智天皇 텐치 텐노/텐지 텐노[*], 626년 ~ 672년 1월 7일)는 일본의 38대 천황이다. 일본식 시호는 아메미코토히라카스와케노미코토(일본어: 天命開別尊)  다른 시호는 덴지 천황이다. 본명은 가즈라키(葛城)지만 나카노오에노 황자(일본어: 中大兄皇子 나카노오오에노오지/나카노오오에노미코[*])라는 명칭으로 널리 알려져 있다.

## 생애
아버지는 조메이 천황(敍明天皇), 어머니는 고교쿠 천황(皇極天皇)이다. 조메이 천황의 제2황자로서 스이코 천황(推古天皇) 34년에 태어났다. 이복형인 후루히토노오에노 미코(古人大兄皇子)의 딸 야마토히메노 오오키미(倭姬王)를 황후로 맞이하였으나, 두 사람 사이에 자식은 없었다.
고교쿠 천황 4년(645년) 음력 6월 12일(양력 7월 10일)에, 나카노오에는 나카토미노 가마타리(中臣鎌足)와 모의해, 당시의 권신이었던 소가노 이루카(蘇我入鹿)를 고교쿠 천황이 보는 앞에서 참살하는 쿠데타를 일으켰다.(을사의 역) 이루카의 아버지 소가노 에미시(蘇我蝦夷)는 이루카가 참살당한 다음 날에 자결하였다. 그리고 그 다음날 고교쿠 천황의 양위에 따라 고교쿠 천황의 동모제(同母弟)를 고토쿠 천황(孝德天皇, 재위 645~654년)으로 옹립하고, 나카노오에 자신은 황태자가 되어 일본 최초로 연호를 다이카(大化)로 정하고 개혁을 실행했다(다이카 개신). 또한 아리마노 미코(有間皇子)와 같은, 자신과 대립하던 유력 세력을 여러 가지 수단을 써서 제거해간다.
660년에 백제가 나(羅) · 당(唐) 연합군에게 패하여 수도가 함락되고 의자왕이 항복하였으며, 왕족과 대신들이 당에 포로로 끌려가는 가운데, 복신(福信) · 도침(道琛)을 중심으로 한 백제부흥운동 세력은 당시 왜 조정에 체류하고 있던 옛 백제의 왕자 부여풍(扶餘豊, 풍장豊璋)을 돌려 보내줄 것을 요청해 왔다. 직접 쓰쿠시(筑紫)까지 나아가 백제 부흥군 지원을 위한 원병 파병에 힘쓰던 사이메이 천황(齊明天皇)이 재위 7년만인 661년 음력 7월 24일(양력 8월 24일)에 죽은 뒤 나카노오에는 황태자로서 실권을 장악하였으나, 즉위식을 치르지 않고 오랫동안 칭제(稱制)의 형식으로 국정을 맡아보면서 백제 부흥운동을 지원하였다. 그러나 백제에 파병한 구원군은 덴지 2년(663년) 음력 7월 20일(양력 8월 28일)에 백강(白江) 어귀에서 나·당 연합군에게 처참하게 궤멸되고(백강구 전투) 백제 부흥 운동은 실패로 돌아갔다.
백강구 전투에서 패한 뒤, 나카노오에는 나당연합군의 침공에 대비하여 방비를 견고히 하기 위해 북큐슈의 쓰시마(対馬) · 이키(壱岐) · 쓰쿠시에 사키모리(防人, 변경수비대)와 봉수를 설치하고, 다자이후의 서쪽-쓰쿠시에 평지성인 미즈키(水城)을 축조하였다. (덴지 천황 3년 12월, 664년) 665년 8월 나가토(長門)에 성을 쌓았다. 또 망명해온 백제 유민들인 억례복류(憶礼福留)와 사지복부(四比福夫)를 쓰쿠시에 파견하여 이들로 하여금 쓰시마로부터 기타큐슈, 왕도가 있는 기나이에 이르는 국방상의 요새(오노(大野)와 기에(椽))에 조선식 산성을 축성하였다. 북큐슈에는 군정기관으로서 다자이후(大宰府)를 설치하였고, 관위도 19계에서 26계로 확대하는 등 행정기구를 정비했다. 덴지 6년(667년) 음력 3월 19일(양력 4월 17일)에 오우미(近江)의 오오츠노미야(大津宮, 지금의 오츠 시)로 환도하고 이듬해인 7년(668년) 음력 1월 3일(양력 2월 20일)에 비로소 즉위식을 거행했다. 그리고 한 달 뒤인 음력 2월 23일(양력 4월 10일)에 동모제 오오아마(大海人, 훗날의 덴무 천황)를 황태제(皇太弟)로 삼았다. 6년(667년) 11월, 쓰시마에 가네다 성(金田城)을 축조케 하였다.
덴지 7년(668년)과 9년(670년), 두 번에 걸쳐 신라에 사신을 보냈으며(견신라사), 일본 최고(最古)의 전국적 규모의 호적이라 불리는 「경오년적(庚午年籍)」을 작성해 공지공민제(公地公民制) 도입의 토대를 쌓아나갔다.
덴지 9년 음력 11월 16일(671년 1월 2일)에 제1황자 오오토모노 미코(大友皇子)를 태정대신(太政大臣)으로 삼은 뒤, 덴지 10년 음력 10월 17일(671년 11월 23일)에는 오오아마가 병상의 천황 앞에서 스스로 사퇴하는 형식을 빌려 황태자 자리를 오오토모가 대신 받게 되었다. 그리고 두 달 뒤인 음력 12월 3일(672년 1월 7일)에 병으로 붕어하였다. 원래부터 덴지 천황은 친아들인 오오토모에게 왕위를 잇게 하고자 했다는 것이 《일본서기》(日本書紀)의 설명이지만, 덴지 천황 사후에 요시노(吉野)로 내려간 오오아마는 현지 호족들을 규합해 반란을 일으켜 오오토모를 몰아내고 스스로 천황으로 즉위했다.(임신의 난)
이후 쇼토쿠 천황(稱德天皇)에 이르기까지 덴무계가 대대로 천황으로 즉위하였다. 쇼토쿠 천황이 죽은 뒤에는 덴지 천황의 손자인 시라카베 왕(白壁王)이 고닌 천황(光仁天皇)으로 추대됨으로써 일본의 왕계는 다시 덴지계가 잇게 되었다(현대 일본의 왕실 또한 덴지계이다).
오오아마로부터 그 아내 누카타노 오오키미(額田王)를 빼앗았고 그것이 임신의 난의 한 요인이 되었다는 이야기도 전하고 있으나, 사실로는 확인되지 않았다.

## 가족 관계
- 아버지 : 일본 제34대 죠메이 천황(舒明天皇, 593~641)
- 어머니 : 일본 고교쿠 천황 타카라노황녀(皇極天皇 宝皇女, 594~661)
  - 황후 : 야마토히메노오오키미(倭姬王) - 후루히토노오에노황자(古人大兄皇子, 612?~645)의 딸
  - 빈 : 소가노 오치노이라츠메(蘇我遠智娘) - 소가노 쿠라야마다노이시카와마로(蘇我倉山田石川麻呂, ?~649)의 딸
    - 장녀 : 오오타노 황녀(大田皇女, ?~667) - 덴무 천황(天武天皇, 631?~686)의 비
    - 차녀 : 일본 제41대 지토 천황 우노노사라라노 황녀(持統天皇 鸕野讃良皇女, 645~703)
    - 차남 : 타케루노 황자(建皇子, 651~658)

  - 빈 : 소가노 메이노이라츠메(蘇我姪娘) - 소가노 쿠라야마다노이시카와마로(蘇我倉山田石川麻呂, ?~649)의 딸
    - 3녀 : 미나베내친왕 미나베노 황녀(御名部内親王 御名部皇女, 660~?)
    - 4녀 : 일본 제43대 겐메이 천황 아헤노노 황녀(元明天 皇阿閇皇女, 661~721)

  - 빈 : 소가노 히타치노이라츠메(蘇我常陸娘) - 소가노 아카에(蘇我赤兄)의 딸
    - 5녀 : 야마노베노 황녀(山邊皇女, 663?~686)

  - 빈 : 아베노 타치바나노이라츠메(阿倍橘娘, ?~681) - 아베노 우치마로(阿倍倉梯麻呂, ?~649)의 딸
    - 6녀 : 아스카노 황녀(明日香皇女, ?~700)
    - 7녀 : 니이타베노 황녀(新田部皇女, ?~699) - 덴무 천황(天武天皇, 631?~686)의 비

  - 부인 : 코시노미치노키미노이라츠메(越道君伊羅都賣娘)
    - 5남 : 시키친왕 시키노 황자(施基親王 志貴皇子, 668~716)
      - 손자 : 일본 제49대 고닌 천황(光仁天皇, 709~782)

  - 채녀(采女: 우네메) : 야카코노이라츠메(宅子娘) - 이가노 구니노미야쓰코(伊賀國造)의 딸
    - 장남 : 일본 제39대 고분 천황 오오토모노 황자(弘文天皇 大友皇子, 648~673)
    - 4남 : 아베노 황자(阿閉皇子, 649~?)
    - 딸 : 아가노 황녀(阿雅皇女)[11]

  - 궁인 : 시코부코노이라츠메(忍海造色夫古娘)
    - 3남 : 카와시마노 황자(川島皇子, 657~691)
    - 딸 : 오오에노 황녀(大江皇女, ?~699) - 덴무 천황(天武天皇, 631?~686)의 비
    - 딸 : 이즈미내친왕 이즈미노 황녀(泉内親王 泉皇女, ?~734)

  - 궁인 : 쿠로히메노이라츠메(栗隈首黑媛娘)
    - 딸 : 미누시내친왕 미누시노 황녀(水主内親王 水主皇女, ?~737) - 후에 나이신노(內親王)로 추봉.

## 약력
- 스이코 34년(626) - 태어남

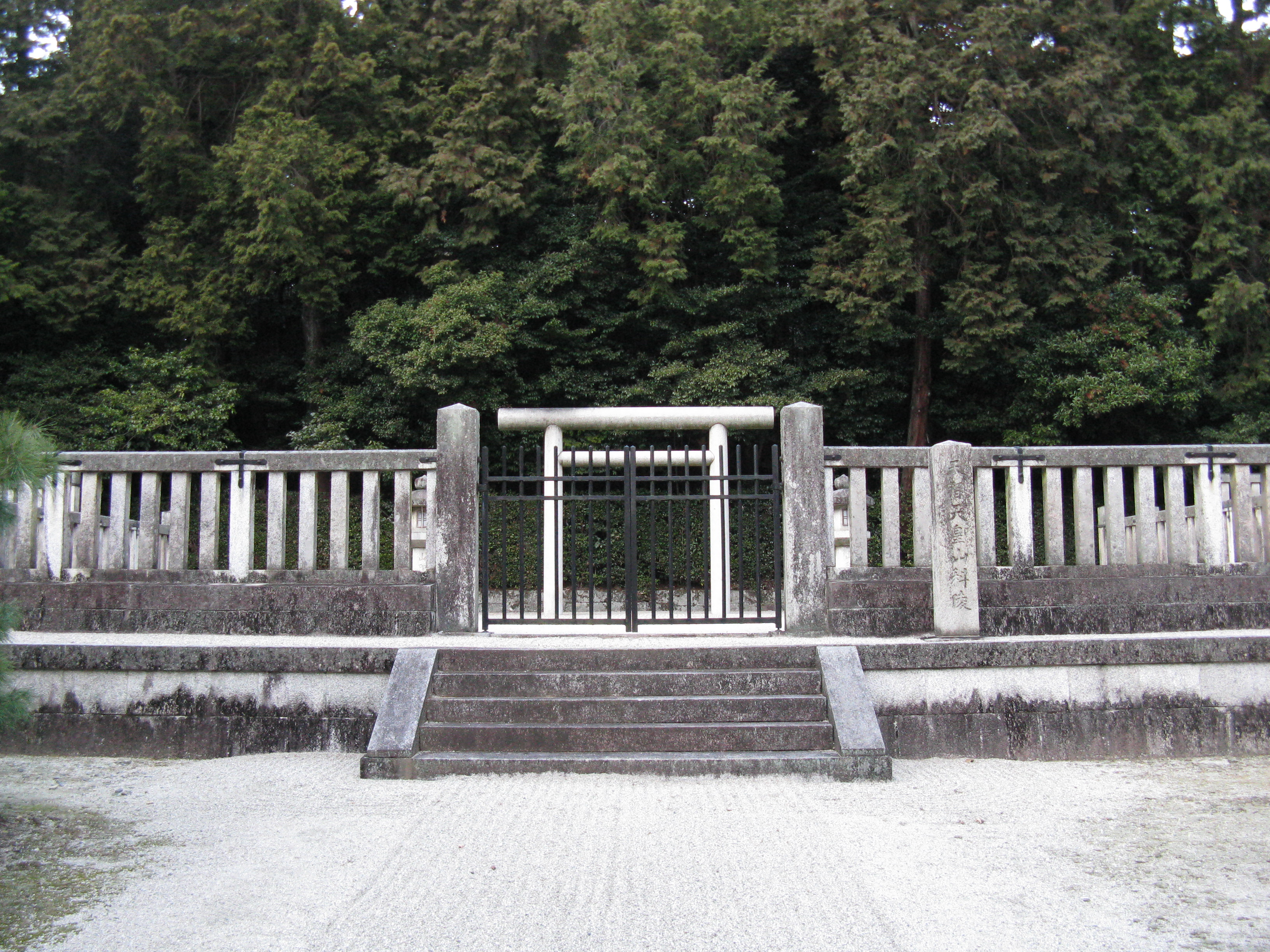
고뵤우노(御廟野) 고분. 덴지 천황의 능으로 알려져 있다. 일본 교토시 야마시나구 소재.

- 고교쿠 4년 6월 14일(서기 645년 7월 12일) - 태자로 봉해짐
- 사이메이 7년 7월 24일(서기 661년 8월 24일) - 칭제
- 덴지 7년 1월 3일(서기 668년 2월 20일) - 즉위
- 덴지 10년 12월 3일(서기 672년 1월 7일) - 붕어(46세)[12]

덴지 천황의 무덤은 오늘날 교토 시 야마시나(山科) 구에 있는 고뵤우노 고분으로 알려져 있다. 피장자의 실재성은 물론 천황의 능묘로 보기에도 문제가 없는 규모와 구조를 갖춘 고분이다. 이러한 고분은 덴무·지토 합장릉인 노구치오우노하카(野口王墓)를 제외하면 거의 드물다.

## 칭제 기간의 의문점
나카노오에가 무려 7년 동안이나 즉위하지 않고 칭제를 맡은 것은 7세기 일본 정치사의 중요한 수수께끼 가운데 하나이다. 보통 한국 사학계에서는 이것을 두고 백제 부흥운동을 지원하느라 즉위식까지 미룬, 그만큼 왜가 백제 부흥을 중대한 국책사업으로 여기고 있었던 증거의 하나로 해석하려는 경향이 대부분이지만, 일본에서는 이에 대해서 다른 설명을 해왔다. 그 설명은 대체로 이러하다.
1. 오오아마 즉 덴무 천황 지지 세력에 대한 배려
이는 기존의 설과는 달리 덴무 천황이 덴지 천황의 아우가 아니라 덴지 천황의 어머니 고교쿠 천황이 조메이 천황과 혼인하기 전에 낳은 아야(漢) 황자와 동일인물이며, 덴지 천황과는 아버지가 서로 다른 형제라는 주장에서 시작한다. 《일본서기》 천지기나 일부 역사서에 수록된 덴무 천황의 향년을 기초로 그의 탄생년도를 역산해보면 기록에는 덴지 천황의 아우라고 한 덴무 천황이 오히려 덴지 천황보다 연상이 된다는 것이다. 하지만 동일한 사료 사이에는 모순이 확인되지 않고, 두 사람 사이의 8∼9세 정도의 나이차이를 말하고 있는 사료가 많다. 비록 아버지는 달라도 엄연히 형인데 남동생이 천황이 된다는 것은 왕위계승원칙에 어긋나는 것이기에, 의도적으로 덴지 천황의 나이를 덴무 천황보다 더 끌어올린 것이라는 설명이 있는데, 이에 관해서는 여러 반론이 존재한다. 우선 《일본서기》에 수록된 덴지 천황의 즉위 당시 16세라는 연령은 실은 그 아버지 조메이 천황이 즉위했을 때의 나이를 잘못해서 덴지 천황의 즉위했을 때 연령으로 적어넣어 버려, 형인 덴지 천황이 아우인 덴무 천황보다 더 어린 것처럼 보이게 되어버렸다는 반론이 있다. 그러니까 덴지 천황의 진짜 생년은 《일본서기》에서 역산한 626년이 아니라 실제로는 《본조황윤소운록》(本朝皇胤紹運録) 등에서 말한 614년이 되어야 한다는 것이다. 또한 고대에는 이런 식으로 천황의 자리가 공석이 되는 경우가 그렇게 적지 않은 것을 볼 수 있는데, 덴지 천황뿐 아니라 덴무 천황이나 지토 천황 역시 '칭제'를 말하며 곧바로 즉위식을 치른 것은 아니라는 것이다. 《일본서기》와 그 외의 다른 역사서들은 편찬 시대도 그 성격도 서로 다르므로 동일하게 취급할 수는 없다는 의견도 있다.
2. 다이카 개신의 실제 주도 세력으로부터의 견제
'을사의 변' 즉 소가노 이루카 참살은 실제로는 나카노오에가 아니라 훗날 고토쿠 천황이 되는 가루 황자(輕皇子)의 주도로 발생한 쿠데타이며, 나카노오에는 그 때문에 실제로는 황태자의 지위를 잃었다는 것이 이 설의 요체이다. 최근 일본 학계에서는 나카노오에와 소가노 이루카의 관계가 비교적 양호했으며 기본 정책도 비슷했었음이 지적되고 있다. 나카노오에가 자신과 정치 성향이 비슷한 이루카를 살해할 동기가 없어진다는 것이다. 또한 《일본서기》의 다이카 개신에 관한 기록에 있어서는 후대의 개찬이 있음이 인정되는데, 이 설은 고교쿠 천황이 친아들인 나카노오에가 일으킨 쿠데타가 승리하고도 퇴위해야 했던 이유나, 소가노 이루카가 참살된 뒤에도 소가씨가 조정에서 퇴출되지 않은 이유 등 여러 의문점을 설명할 수 있다는 점에서 주목을 받고 있다.
3. 덴지 천황의 난잡한 여성 편력 문제
다음은 덴지 천황의 여자 관계에 대한 반발 때문에 즉위가 늦었다는 설이다. 《일본서기》에 나오는, 고토쿠 천황이 아내 하시히토노 히메미코(間人皇女, 덴지 천황의 친여동생)에게 보낸 노래 안에 그녀가 친오빠 나카노오에와의 불륜 관계가 있었음을 시사하는 내용이 있다는 것이다. 고대 한반도와 일본은 모두 비교적 개방적인 성문화를 향유하긴 했지만, 이복 형제·자매끼리의 연애나 혼인은 허락해도 동복 형제·자매 사이의 연애나 혼인은 근친상간으로 간주되어 엄격하게 금지되었던 것이 당시 사람들의 연애 및 혼인윤리관이었다.
4. 숨겨진 또 한 명의 천황의 존재
혹자는 사이메이 천황과 덴지 천황 사이에 또 한 명의 천황이 즉위해 다스렸던 것이 어떠한 사정으로 인해 기록에서 말살되었다고 한다. 사이메이 천황 사후 덴지 천황이 7년이나 즉위하지 않고 있었던 것이 아니라 사실은 덴지 천황의 친여동생인 하시히토노 히메미코가 선대 고토쿠 천황의 황후 자격으로 왕위를 이었다는 설의 근거는 《만요슈》(萬葉集)에 나오는 '중황명(中皇命)'이라는 인물의 존재이다. 이 중황명이 사실은 하시히토노 히메미코이며 사이메이 천황과 덴지 천황 사이를 잇는 또 한 명의 천황이었다고 해석할 수 있다는 것이다. 이 경우에는 왜 그녀만이 특별히 이런 호칭으로 불려야만 했느냐는 의문이 제기된다.
5. 나카노오에 자신의 입지 강화를 위한 포석
원래 덴지 천황은 유력한 왕위 계승자는 아니었다. 조메이 천황의 황후로는 선대 비다쓰 천황(敏達天皇)과 스이코 천황 사이에서 태어난 딸이 따로 있음에도 불구하고 비다쓰 천황의 증손녀인 고교쿠 천황, 즉 나카노오에의 생모가 황후가 되었다. 고교쿠 천황이 왕족이라고는 하지만 고교쿠 천황의 소생 가운데서도 유력한 계승자가 되지 못한 데다 고교쿠 천황 역시 짧게 재위하고 다시 퇴위하는 바람에 황위 계승자로서의 우위를 확립하지 못했던 나카노오에였기에, 을사의 변 이후에도 쿠데타를 계획하고 주도한 자신이 바로 즉위하는 대신 왕족의 장로였던 가루 황자를 고토쿠 천황으로 즉위시키고, 다시 어머니 고교쿠 천황을 다시 사이메이 천황으로 즉위시키고 황태자가 된 다음에도 자신의 왕위 계승의 정당성을 대내외적으로 인지시킬 기간이 필요했다는 것이다. 앞서 말한 고교쿠 천황이 조메이 천황의 황후가 된 것도 《일본서기》가 후대에 편집되면서 덴지 천황의 생모인 고교쿠 천황을 현창하기 위해 가필된 기사로 보는 설이 있다.
6. 나카노오에의 자충수ㅡ쿠데타의 진정한 목적
소가노 이루카가 대극전에서, 그것도 대왕(오키미)응 물론 외국(삼한)의 사신들이 뻔히 지켜보는 앞에서 나카노오에의 칼에 맞아 쓰러진 뒤, 소가씨 본종가의 몰락과 더불어 고교쿠 천황은 재위 4년만에 퇴위하여 물러났다. 나카노오에가 일으킨 이 '을사의 변'의 여파가 당시의 권신 가문이었던 소가씨 본종가뿐 아니라, 소가씨 본종가의 권력에 의지하고 있던 고교쿠 천황에게까지 미친 것이다. 이것을 가리켜 나카노오에의 본래 목적이 소가씨 본종가뿐 아니라 그에 의지하는 모든 체제, 심지어 생모인 고교쿠 천황마저도 타도하는 데에 있었다는 시각도 존재한다. 나카노오에의 생모라고는 해도 소가씨에 의해 추대된 군주(오키미)이기도 했기에 그런 고교쿠 천황까지 퇴위시켜가며 소가씨 중심의 체제를 타도하려던 나카노오에에 의해 고토쿠 천황이 즉위하기는 했지만, 결국 나카노오에는 그와도 대립하게 되었고 고토쿠 천황이 죽은 뒤 나카노오에는 자신의 왕위 계승의 정통성을 확보하기 위해서 다시금 자신이 앞서 행했던 역사(고교쿠 천황의 퇴위)를 스스로 부정해야 했다. 고교쿠 천황을 다시 사이메이 천황으로 복위시킨 것은 그러한 을사의 변이라는 자신의 과거에 행했던 역사를 부정한다는 의미였다. 이에 군신들은 나카노오에에 대한 신뢰를 거두는 결과로 이어졌고, 나카노오에는 신뢰 회복을 위해 상당한 기간이 필요했다는 것이다.
일단 지금 남아있는 자료들이 모두 정치에 관련된 것밖에 없다는 제약도 있다보니 확실하게 말할 수 있는 것은 아무것도 없다. 고고학적 성과와의 제휴 등을 포함한 향후 연구의 진전을 기다릴 뿐이다.

## 관련 작품
소설
- 이노우에 야스시(井上靖) 《누카타 여왕》(額田女王) 신쇼샤(新潮社)<신쇼 문고>(新潮文庫)、1972년 10월. ISBN 4101063192。1980년에 테레비 아사히(テレビ朝日)에서 드라마화되었다(배역: 곤도 마사오미). 
  - 한국에는 도서출판 세대에서 '여왕 누까다'라는 제목으로 1992년에 번역 출간되었다. 번역은 최준호가 맡았다. ISBN 2003632000095.
- 구로이와 시게오(黒岩重吾) 《나카노오에 황자전》(中大兄皇子伝) 고단샤(講談社), 2001년. 노치 문고(のち文庫)

만화
- 나카무라 마리코(中村真理子) 《덴지와 덴무-신설 일본서기-》(天智と天武-新説・日本書紀-)
- 데즈카 오사무(手塚治虫) 《불새 태양편》(火の鳥 太陽編)
- 사토나카 마치코(里中満智子) 《천상의 무지개》(天上の虹)
- 소니시 켄지(そにしけんじ) 《네코네코 일본사》(ねこねこ日本史)
  - 애니메이션판에서는 성우 코바야시 유우(小林ゆう)가 맡았다.

드라마
- 『다이카 개신』(大化改新)(NHK, 2005년, 배역: 오구리 슌)
- 《삼국기》(KBS, 1992년~1993년, 배우:이광기)
- 《대왕의 꿈》(KBS, 2012년~2013년, 배우:안홍진)

교육 프로그램
- 『역사에 철렁』(歴史にドキリ)(NHK, 나카무라 시도)

## 부록

### 주해
1. ↑  아마츠미코토사키와케노미코토(あまつみことさきわけのみこと)로 읽기도 한다.
2. ↑  '오에(大兄)'란 같은 어머니를 둔 형제 가운데 맏아들에 상당하는 왕위 계승 자격을 가리키며, '나카노오에'란 '서열 2위 계승자'라는 의미가 된다.
3. ↑  군주가 사망한 뒤 차기 군주가 될 사람이나 선대 군주의 왕비가 즉위하지 않은 상태로 정무를 맡아보는 것. 섭정과 다른 점은 섭정의 경우는 군주로 불리는 존재가 이미 존재하고 있으나 칭제의 경우는 그 군주가 없는, 칭제를 맡고 있는 본인이 사실상의 군주나 그에 준하는 존재로서 다만 군주로서의 즉위만 하지 않고 있다는 점이 다르다.
4. ↑  덧붙여 사이메이 천황이 사망한(661년) 뒤에 나카노오에는 일단은 즉위하지 않고 칭제의 형식으로 국정을 맡았으므로 달력을 이해하기 어렵지만, 《일본서기》에서는 유년칭원법에 따라 천황의 기년을 표기하고 있기에, 일단은 사이메이 천황의 사망 이듬해(662년)가 덴지 천황의 '원년'에 상당한다.
5. ↑  산성은 이전 일본에서는 존재하지 않았던 방어시설물로서 백제 망명세력의 지도하에 축조되는데 이를 조선식산성이라 부른다.

## 참고 문헌
서적
* 연민수, 『일본역사』 보고사, 1998년
* 양은경, 『일본사를 움직인 100인』 청아출판사, 2012년
사료
* 《일본서기》
* 《삼국사기》
* 《해동제국기》

## 같이 보기
- 다이카 개신
- 을사의 변
- 물시계

| 전임 공백(우마야도 황자) | 제1대 섭정 (황친섭정, 하쿠호 시대) 655년 ~ 661년 | 후임 공백(구사카베 황자) |